# Безате
Безате (итал. Besate) — коммуна в Италии, в провинции Милан области Ломбардия.
Население составляет 1826 человек, плотность населения составляет 144 чел./км². Занимает площадь 12 км². Почтовый индекс — 20080. Телефонный код — 02.
Покровителями коммуны почитаются святой архангел Михаил, празднование 29 сентября, и святой Иннокентий, празднование в первое воскресение сентября.